# Sorbus magocsyana
Sorbus magocsyana är en rosväxtart som beskrevs av Karpati. Sorbus magocsyana ingår i släktet oxlar, och familjen rosväxter. Inga underarter finns listade i Catalogue of Life.